# Кирхентелинсфурт
Кирхентелинсфурт (њем. Kirchentellinsfurt) општина је у њемачкој савезној држави Баден-Виртемберг. Једно је од 15 општинских средишта округа Тибинген. Према процјени из 2010. у општини је живјело 5.607 становника. Посједује регионалну шифру (AGS) 8416022.

## Географски и демографски подаци
Кирхентелинсфурт се налази у савезној држави Баден-Виртемберг у округу Тибинген. Општина се налази на надморској висини од 383 метра. Површина општине износи 11,0 km². У самом мјесту је, према процјени из 2010. године, живјело 5.607 становника. Просјечна густина становништва износи 510 становника/km².